# Димитър Симирданов
Димитър Симирданов (на гръцки: Δημήτριος Συμιρδάνης, Димитриос Симирданис) е гръцки учител и революционер, деец на гръцката въоръжена пропаганда в Македония.

## Биография
Роден е във Воденско. Работи като гръцки учител в урумлъшкото село Корифи. По-късно преподава в селата Бозец и Кушиново. В Кушиново селяните се надигат срещу него и му заявяват, че може да остане само ако преподава на български език.
Симирданов напуска селото и се присъединява към гръцката пропаганда. Влиза в четата на Йоанис Деместихас (капитан Никифорос), която действа в района на Ениджевардарското езеро. Участва в сраженията в северната част на езерото: при Куфалово, Рамел, Бозец и Кушиново. Действа и като куриер и пренася документи и заплатите на гръцките капитани от гръцкото консулство в Солун. За участието си в така наречената „Македонска борба“ получава медал от гръцкото правителство.